# Mpanda
Mpanda ist eine Stadt im ostafrikanischen Staat Tansania. Sie ist Hauptstadt der im Westen des Landes am Tanganjikasee gelegenen, 2012 durch Teilung der Region Rukwa geschaffenen Region Katavi.

## Geographie
Wie viele Städte in Afrika ist auch Mpanda in den vergangenen Jahren stark gewachsen; im Jahr 2002 betrug die Einwohnerzahl 67.890. Die Stadtverwaltung gab die Einwohnerzahl für 2012 mit 102.000 an. Das entspricht einem jährlichen Wachstum von 4,2 Prozent und einer Verdopplungsrate alle 16,7 Jahre. Ein Grund für die Zunahme der Bevölkerung ist die Zuwanderung aus dem Umland und aus anderen Regionen. Bei der Volkszählung 2022 hatte die Stadt 204.338 Einwohner.
Mpanda liegt auf einer Höhe von 1097 Meter über dem Meer am Fluss Mpanda, der nach Süden fließt und in den abflusslosen See Katavi mündet. Das Klima ist tropisch, Aw nach der effektiven Klimaklassifikation. Die Niederschläge von durchschnittlich 1139 Millimeter im Jahr fallen größtenteils in der Regenzeit von November bis April, vor allem die Monate Juni bis September sind sehr trocken. Die Durchschnittstemperatur ist ausgeglichen, der kühlste Monat ist der Juli mit 22,7 Grad Celsius, der wärmste Monat ist mit 26,2 Grad der Oktober.

## Einrichtungen und Dienstleistungen
- Gesundheit: Für die medizinische Versorgung der Bevölkerung stehen ein Krankenhaus, drei Gesundheitszentren und fünfzehn Apotheken zur Verfügung (Stand 2014).[8]
- Bildung: Im Jahr 2014 gab es im Council 53 Grundschulen, wo 672 Lehrer 7013 Schüler unterrichteten. Von den neun weiterführenden Schulen waren acht staatlich und eine privat. Die staatlichen Schulen wurden 636 Schüler besucht.[9]

| Die größte ethnische Gruppe in der Stadt und deren Umgebung sind die Bende, die fast achtzig Prozent der Bevölkerung bilden. Die Alphabetisierungsrate der über Fünfzehnjährigen stieg von siebzig Prozent im Jahr 2002 auf über achtzig Prozent im Jahr 2012. In diesem Jahr sprachen rund sechzig Prozent Swahili und über zwölf Prozent Englisch und Swahili. | Hier fehlt eine Grafik, die leider im Moment aus technischen Gründen nicht angezeigt werden kann. Wir arbeiten daran! |

- Wirtschaft: Im Jahr 2012 beschäftigten sich zwei Drittel der Haushalte von Mpanda Stadt mit der Landwirtschaft. Für den Eigenbedarf wurden Mais, Reis, Bohnen, Maniok und Süßkartoffel angebaut, für den Verkauf bestimmt waren Tabak, Baumwolle, Sonnenblumenkerne, Honig, Erdnüsse und Sesam.[12][4]
- Eisenbahn: Die Stadt ist Endpunkt der Eisenbahnlinie von Kaliua über Ugalla nach Mpanda.[13]
- Flughafen: Im Südosten der Stadt befindet sich der Flughafen Mpanda, der im Jahr 2012 mit staatlichen und mit Mitteln der Vereinten Nationen modernisiert und auf eine Pistenlänge von 1820 Meter ausgebaut wurde.[14] Air Tanzania bietet wöchentlich drei Verbindungen mit Daressalam an, wobei der Rückflug mit einer Zwischenlandung in Tabora durchgeführt wird (Stand 2020).[15]
- Straßen: Mpanda ist Kreuzungspunkt der Nationalstraßen T9 und T23. Die T9 verbindet Sambia über Sumbawanga im Süden mit Burundi im Norden. Die T23 führt nach Osten zur T8 nach Tabora und nach Rungwa.[16]

## Religion
Die Stadt Mpanda ist seit dem 23. Oktober 2000, als die neue Diözese Mpanda aus dem Bistum Sumbawanga ausgegliedert wurde, Sitz eines katholischen Bischofs.

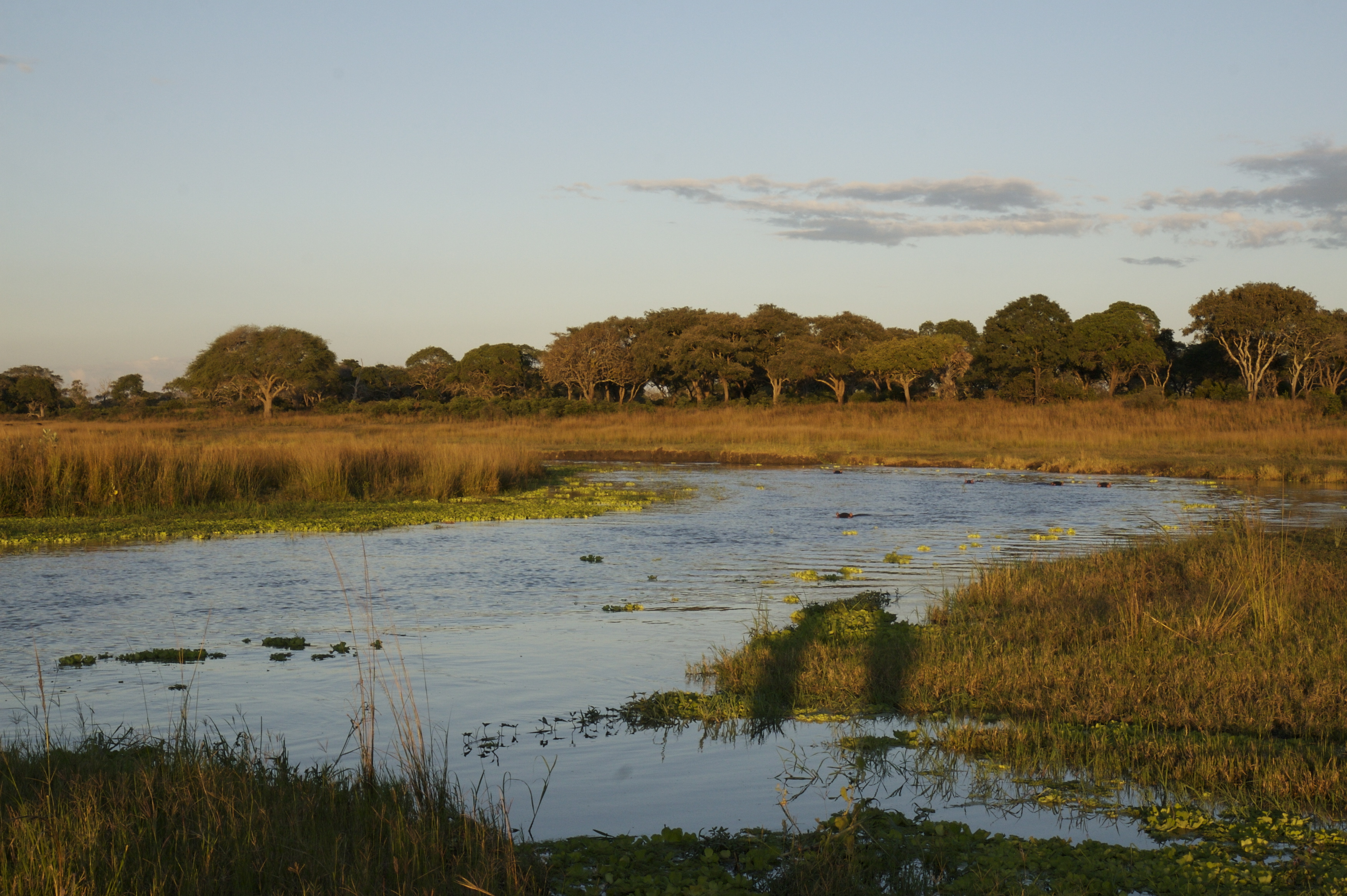
Katavi-Nationalpark

## Sehenswürdigkeiten
- Katavi-Nationalpark: Dieser 4471 Quadratkilometer große Nationalpark liegt 36 Kilometer südlich der Stadt.[18][19] Es ist der drittgrößte Nationalpark in Tansania und bietet wildreiche Ebenen mit Miombo-Wäldern. Zahlreiche Wasservögel, Krokodile und Flusspferde leben in den Seen Katavi und Chada.[20]